# Schwaigerbach
Der Schwaigerbach, auch Schwaiger Bach, im Oberlauf Kroißbach genannt, ist ein Bach im oberösterreichischen Hausruckviertel, der in die Traun entwässert.

## Verlauf
Der Bach entspringt als Kroißbach nördlich von Rankar in der Gemeinde Niederthalheim auf knapp 500 m ü. A. Er fließt Richtung Südosten, bildet auf rund 2 km die Gemeindegrenze zu Gaspoltshofen, fließt vorbei an Niederthalheim und nimmt bei Hinterschützing den Aubach von rechts auf. Hier wendet sich der Bach in einem weiten Bogen Richtung Nordosten und fließt nun parallel zur Ager auf ihrer Hochterrasse. Er passiert Breitenschützing (Gemeinde Schlatt) und nimmt bei Oberschwaig (Gemeinde Neukirchen bei Lambach) den Willinger Bach von links auf. Er fließt schließlich durch das Ortsgebiet von Lambach und mündet unterhalb des Kraftwerks Lambach von links in die Traun.

## Name
Das Hydronym des Oberlaufs steht zu mittelhochdeutsch krebez(e), krebz(e) ‚Krebs‘ beziehungsweise eine Nebenform kriuz, kreuz(e).
Der Name des ganzen Bachs leitet sich – Fließgewässer-üblich vom Unterlauf her – vom Flurnamen der beiden Orte Oberschwaig und Niederschwaig (Schwaige ‚Bauernhof‘), nahe der Mündung, ab.

## Wasserführung
Der mittlere Abfluss am Pegel Oberschwaig beträgt 0,45 m³/s, was einer relativ geringen Abflussspende von 9,8 l/s·km² entspricht. Der Schwaigerbach weist ein sehr ausgeglichenes Abflussregime auf, die Monatsmittel der abflussreichsten Monate Februar und März sind mit 0,60 m³/s nicht einmal doppelt so hoch wie die der abflussärmsten Monate September und Oktober mit 0,34 m³/s.

## Natur
Der Schwaigerbach ist mit einem Streifen von 50 Metern an beiden Ufern als Landschaftsschutzgebiet ausgewiesen. Über weite Strecken ist der Bach allerdings begradigt und insbesondere im Siedlungsbereich sind sowohl die Ufer als auch die Sohle befestigt. Außerhalb der Siedlungsbereiche finden sich noch naturnähere Abschnitte mit Mäandern und Uferbegleitgehölzen (insbesondere Weiden, Erlen, Gewöhnliche Traubenkirschen und vereinzelte Kopfweiden). Am Oberlauf an der Gemeindegrenze zwischen Niederthalheim und Gaspoltshofen weist der Bach ein schmales Auwaldband auf. Im Ortsgebiet von Lambach ist der 3 m breite Bach massiv mit Ufermauern und einer gemauerten Sohle verbaut. Der Mündungsbereich in die Traun wurde im Zuge des Baus des Kraftwerks Lambach umgestaltet.